# Albert Sauter
Albert Sauter (* 22. September 1846 in Egelshofen; † 29. Dezember 1896 in Genf) war ein Schweizer Apotheker, pharmazeutischer Unternehmer, Politiker (FDP) und Herausgeber.

## Leben und Werk
Albert Sauter war ein Sohn des Notars und Mitglieds im Stadtrat Sebastian Sauter und der Maria, geborene Bächler. Er besuchte das Gymnasium in Konstanz und absolvierte eine Apothekerlehre in Bischofszell. Anschliessend arbeitete er mehrere Jahre als Apothekergehilfe in Zürich, Bern und Genf in der Apotheke Bourne, am Place du Bourg-de-Four 10.
1873 holte er sich das Apothekerdiplom an der Universität Zürich und eröffnete am Place des Alpes in Genf seine «Pharmacie internationale Sauter». Diese bot auch homöopathische Arzneimittel sowie Haus- und Reise-Apotheken an. Durch die Genfer Berufskollegen erlebte er heftige Anfeindungen.
Als politisch liberal Gesinnter setzte er sich erfolgreich für die Marktöffnung ein. Nach einem von ihm angestrengten bundesrätlichen Urteil von 1882 war es auch für ausländische Apotheker möglich, ihre Geschäfte in der Schweiz zu eröffnen und Heilmittel zu verschreiben.
Sauter setzte sich für die deutschschweizerische Gemeinde in Genf ein, wo er zehn Jahre Mitglied in deren Verwaltungskommission war. Als Präsident des Schulrates und dank seinem politischen Einfluss erhielt der Verein einen staatlichen wie auch städtischen Beitrag für den Bau einer deutschen Schule, die an der Rue Malatrex errichtet wurde. 1896 war Sauter während der Schweizer Landesausstellung in Genf der Hauptorganisator für den Thurgauertag.
Für den Verein der liberalen Deutschschweizer redigierte er mehrere Male deren Wahlorgan Der Freisinnige. Das Blatt vertrat namentlich die politische Richtung von Antoine Carteret. Sauter war von 1876 bis 1878 und von 1886 bis 1888 Mitglied des Grossen Rates von Genf. Ab 1886 bis zu seinem frühen Tod 1896 war er zudem Mitglied des Genfer Staatsrates. Er veranlasste die Gründung der Genfer Spital-Apotheke.
Sauter brachte 1878 von seiner Amerikareise eine Tabletten-Produktionsmaschine mit, und sein «Laboratoire Sauter» wurde so zum ersten Tablettenhersteller der Schweiz. Das Elektro-homöopathische Institut in Genf, das spätere «Sauter’sche Institut», gab ab 1891 die monatlich erscheinenden Annalen der Elektro-Homöopathie und Gesundheitspflege heraus. Sauter war massgeblich an den Annalen beteiligt, um die damals umstrittene Heilmethode zu bewerben.
1893 gründete er die Aktiengesellschaft «Sauter SA». Seinen langjährigen Apothekergehilfen Karl Heinen ernannte er zum Direktor. In der Folge wurden zahlreiche Filialen in Europa, Amerika und Russland eröffnet. Wegen finanzieller Schwierigkeiten wurde das «Laboratoire Sauter» 1958 vom Konzern Hoffmann-La Roche übernommen.